# معايير قومية لتعليم العلوم
'المعايير القومية لتعليم العلوم ' مجموعة من التوجيهات لتدريس العلوم في المدارس الابتدائية والثانوية في الولايات المتحدة، وضعها المجلس القومي للبحث العلمي بالولايات المتحدة عام 1996. وتضع التوجيهات مجموعة من الأهداف للمعلمين لنقلها للطلاب وللمديرين لتحقيق التطور المهني. وقد أثرت هذه المعايير على معايير تعلم العلوم في مختلف الولايات (مثل إطار مناهج ولاية ماسوتشوستس) (Massachusetts Frameworks) والاختبارات القياسية على مستوى الولاية.

## إصلاح التعليم
معايير العلوم إحدى الإصلاحات التي تدور حول مبدأ التعليم القائم على النتائج. ويقابل معايير العلوم في مجال الرياضيات معايير المجلس القومي لمعلمي الرياضيات بالولايات المتحدة (NCTM) التي أثارت الكثير من الجدل وتقلل أيضًا من أهمية معرفة مجموعة من الحقائق والمحتوى المنفصل غير المترابط لصالح مهارات التفكير النقدية المعتمدة على السياق. حيث يسعى التعليم التقدمي إلى إصلاح التعليم التقليدي، في ضوء الفهم الحالي لطرق تعلم الإنسان.

## الرؤية
يعتمد محتوى هذه المعايير اعتمادًا كبيرًا على نموذج البنائية (في نظرية التعلم) . ومثل إصلاح تعليم الرياضيات الذي يتميز بالـتأكيد على البناء على ما يعرفه الطفل ويفهمه بالفعل، تهدف هذه المعايير إلى تحديث طرق تعليم العلوم للأطفال لتحقيق نتائج أفضل مع الأطفال. وتشمل أهداف المعايير:
وضع* مخطط لما يحتاج الطالب أن يعرفه ويفهمه ويقدر على فعله
وضع* أهداف لمحو الأمية العلمية في الصفوف المختلفة
- تحقيق جميع الطلاب مستويات عالية من الأداء
- تمكين المعلمين من اتخاذ القرارات اللازمة لتحقيق التعلم الفعّال
- تُركيز اهتمام المعلمين والطلاب على تعلم العلوم

توفير * البرامج والأنظمة التعليمية للظروف اللازمة للتحصيل
يتمثل الهدف من تلك المعايير في تحديد طرق تدريس تصلح لجميع الطلاب، بغض النظر عن السن أو الجنس أو الخلفية الثقافية أو العرقية أو الإعاقة أو الطموحات أو الاهتمام بالعلوم وتوافر الحافز لتعلمها، مع الأخذ في الاعتبار أن الطلاب قد يختلفون في طرق فهمهم، ويتفاوتون في عمق وشمول فهمهم كل على حسب اهتمامه وقدراته والظروف التي تعلم فيها. ومع ذلك، فإن المعايير
تنتظر من جميع الطلاب اكتساب المعارف والمهارات الموضحة فيها.
يشمل هدف محو الأمية العلمية الاستقصاء، وتاريخ العلم وطبيعته، والمنظورين الشخصي والاجتماعي للعلم، والعلم، والتكنولوجيا، بالإضافة إلى مجالات علوم الحياة والعلوم الطبيعية وعلوم الفضاء والأرض. ويجب أن تعتمد البرامج الموضوعة وفقًا لتلك المعايير على أسلوب مناسب لمرحلة التطور ومشوقةوترتبط بحياة الطلاب> The Influence of the National Science Education Standards on the Science Curriculum James D. Ellis University of Kansas</ref>

## تنظيم المعايير
تنقسم المعايير القومية لتعليم العلوم إلى ستة أقسام:
- معايير تدريس العلوم
- معايير التطوير المهني لمعلمي العلوم
- معايير التقييم في تعليم العلوم
- معايير المحتوى العلمي
- معايير برامج تعليم العلوم
- معايير نُظُم تعليم العلوم

## الانتقادات
كثير من نُقاد إصلاح التعليم القائم على المعايير وإصلاح الرياضيات ينتقدون أيضًا تأكيد المعايير على الخطوات وتعليم العلوم بالاعتماد على الاستقصاء بدلاً من دراسة الحقائق. فنظم التقييم للعلوم مثل WASL في ولاية واشنطن لا تتناول سوى قدر ضئيل من الحقائق، كما أن معظم التقييم يعتمد على قدرة الطالب، اعتبارًا من الصف الخامس، على أن يصمم التجارب العلمية ويفسر نتائجها. وكانت الأجيال السابقة من طلاب المدارس الثانوية وحتى طلاب الكليات لا ينُتظر منهم سوى الاشتراك في التجارب العلمية وليس تصميمها من الألف للياء بما في ذلك قائمة المواد اللازمة. كما تشبه القواعد التي تقوم عليها تلك المعايير مناهج تدريس الرياضيات وفنون اللغة التي أثارت الجدل بالتقليل من أهمية المهارات الأساسية التي كانت تُدرس في المدارس الابتدائية فيما سبق معتبرةً إياها غير مناسبة لقدرات بعض الطلاب. والغريب أن نفس هذه المناهج نقلت بعض المحتوى والمهارات التي كانت تُدرس سابقًا في مرحلة الكلية لأنها تتطلب “مستويات عليا” و” من التفكير النقدي” ضمن ما يُدرس وفقًا لمعايير التعليم قبل الجامعي لرفع “المستوى”.

## وصلات خارجية
- National Science Education Standards in HTML
- NSES book homepage, مع رابط للمعايير يمكن تنزيله مجانًا بتنسيق PDF.
- صفحة الرابطة القومية لمعلمي العلوم بالولايات المتحدة الأمريكية على موقع المعايير العلمية لتقييم العلوم